# Brittiska mästerskapet 1907/1908
Brittiska mästerskapet 1907/1908 var den 25:e säsongen av Brittiska mästerskapet i fotboll.

## Tabell
| Nr | Lag       | S | V | O | F | GM | IM | MS | P |
| -- | --------- | - | - | - | - | -- | -- | -- | - |
| 1  | England   | 3 | 2 | 1 | 0 | 11 | 3  | +8 | 5 |
| 1  | Skottland | 3 | 2 | 1 | 0 | 8  | 2  | +6 | 5 |
| 3  | Irland    | 3 | 1 | 0 | 2 | 2  | 8  | −6 | 2 |
| 4  | Wales     | 3 | 0 | 0 | 3 | 2  | 10 | −8 | 0 |

## Matcher
|  | 15 februari 1908 | Irland       | 1 – 3 | England                           | Solitude |         |
|  |                  | Denis Hannon |       | ×2 George Hilsdon Vivian Woodward | Belfast  | Belfast |
|  |                  |              |       |                                   | Belfast  | Belfast |
|  |                  |              |       |                                   | Belfast  | Belfast |

|  | 7 mars 1908 | Skottland                               | 2 – 1   | Wales         | Dens Park                                           |                                                     |
|  |             | Alexander Bennett 60′ Willie Lennie 87′ | (0 – 1) | 30′ Lot Jones | Dundee Publik: 18 000 Domare: James Mason (England) | Dundee Publik: 18 000 Domare: James Mason (England) |
|  |             |                                         |         |               | Dundee Publik: 18 000 Domare: James Mason (England) | Dundee Publik: 18 000 Domare: James Mason (England) |
|  |             |                                         |         |               | Dundee Publik: 18 000 Domare: James Mason (England) | Dundee Publik: 18 000 Domare: James Mason (England) |

|  | 14 mars 1908 | Irland | 0 – 5   | Skottland                                    | Dalymount Park                                         |                                                        |
|  |              |        | (0 – 2) | 3′, 55′, 70′, 75′ Jimmy Quinn 23′ James Galt | Dublin Publik: 10 000 Domare: James Ibbotson (England) | Dublin Publik: 10 000 Domare: James Ibbotson (England) |
|  |              |        |         |                                              | Dublin Publik: 10 000 Domare: James Ibbotson (England) | Dublin Publik: 10 000 Domare: James Ibbotson (England) |
|  |              |        |         |                                              | Dublin Publik: 10 000 Domare: James Ibbotson (England) | Dublin Publik: 10 000 Domare: James Ibbotson (England) |

|  | 16 mars 1907 | Wales        | 1 – 7 | England                                                              | Racecourse Ground |         |
|  |              | Billy Davies |       | ×3 Vivian Woodward ×2 George Hilsdon Jimmy Windridge William Wedlock | Wrexham           | Wrexham |
|  |              |              |       |                                                                      | Wrexham           | Wrexham |
|  |              |              |       |                                                                      | Wrexham           | Wrexham |

|  | 4 april 1908 | Skottland         | 1 – 1   | England             | Hampden Park                                          |                                                       |
|  |              | Andrew Wilson 27′ | (1 – 0) | 75′ Jimmy Windridge | Glasgow Publik: 121 452 Domare: James Mason (England) | Glasgow Publik: 121 452 Domare: James Mason (England) |
|  |              |                   |         |                     | Glasgow Publik: 121 452 Domare: James Mason (England) | Glasgow Publik: 121 452 Domare: James Mason (England) |
|  |              |                   |         |                     | Glasgow Publik: 121 452 Domare: James Mason (England) | Glasgow Publik: 121 452 Domare: James Mason (England) |

|  | 11 april 1908 | Wales | 0 – 1 | Irland       | Athletic Ground |          |
|  |               |       |       | Harold Sloan | Aberdare        | Aberdare |
|  |               |       |       |              | Aberdare        | Aberdare |
|  |               |       |       |              | Aberdare        | Aberdare |